# Горное (Харцызский городской совет)
Го́рное (укр. Гірне) — посёлок, входит в Харцызский городской совет Донецкой области Украины. Находится под контролем самопровозглашённой Донецкой Народной Республики.

## География

#### Соседние населённые пункты по странам света
З: город Макеевка
СЗ: Липовое, Большое Орехово, Красный Октябрь, Лесное
С: Нижняя Крынка
СВ: Молодой Шахтёр
В: Зуевка
ЮВ: город Зугрэс
ЮЗ: город Харцызск (примыкает)
Ю: Медвежье, Золотарёвка, Водобуд

## История
С 1957 года — посёлок городского типа.
В январе 1989 года численность населения составляла 4070 человек.
По состоянию на 1 января 2013 года численность населения составляла 3402 человека.
С весны 2014 года — в составе Донецкой Народной Республики.

## Местный совет
86700, Донецкая обл., г. Харцызск, ул. Краснознаменская, 87а, 4-27-36